# Richmond (Virginia)
Richmond (IPA kiejtése ˈrɪtʃmənd) az Egyesült Államokban található Virginiai Nemzetközösség fővárosa. A város a Richmond nagyvárosi statisztikai terület és a Greater Richmond régió központja. Richmondot 1742-ben egyesítették, és 1871 óta megyei jogú város. A 2010-es népszámláláskor a város lakossága 204 214 fő volt; 2020-ban a lakosság száma 226 610 főre nőtt, így Richmond Virginia negyedik legnépesebb városa. A Greater Richmond régió lakossága 1 260 029 fő, a harmadik legnépesebb metropolisz az államban.
Richmond a James-folyó zuhatagvonalánál fekszik, Williamsburgtől 44 mérföldre (71 km-re) nyugatra, Charlottesville-től 66 mérföldre (106 km-re) keletre, Lynchburgtől 91 mérföldre (146 km-re) keletre és Washingtontól 92 mérföldre (148 km-re) délre. A Henrico és Chesterfield megyék által körülvett város az Interstate 95 és az Interstate 64 autópálya kereszteződésénél található, és az Interstate 295, Virginia State Route 150 és Virginia State Route 288 veszi körül. A főbb külvárosok közé tartozik Midlothian délnyugaton, Chesterfield délen, Varina délkeleten, Sandston keleten, Glen Allen északon és nyugaton, Short Pump nyugaton és Mechanicsville északkeleten.
Richmond helyén korábban a Powhatan Konföderáció egyik fontos települése volt, de 1609 és 1611 között rövid időre a Jamestownból származó angol telepesek is megtelepedtek itt. A mai Richmond városát 1737-ben alapították. A város 1780-ban lett Virginia gyarmat és domínium fővárosa, Williamsburg helyébe lépve. Az amerikai függetlenségi háború idején számos nevezetes esemény történt a városban, köztük Patrick Henry "Szabadságot adjatok vagy halált" beszéde 1775-ben a Szent János-templomban, valamint a Thomas Jefferson által írt Virginia vallásszabadságról szóló statútum elfogadása. Az amerikai polgárháború idején Richmond volt a Konföderáció fővárosa. A 20. század elején a világ egyik első sikeres elektromos villamoshálózatával rendelkezett. A Jackson Ward negyed az afroamerikai kereskedelem és kultúra hagyományos központja.
Richmond gazdaságát elsősorban a jog, a pénzügyek és a kormányzat mozgatja, a belvárosban szövetségi, állami és helyi kormányzati ügynökségek, valamint jelentős jogi és banki cégek találhatók. A város ad otthont az Egyesült Államok Fellebbviteli Bíróságának, amely egyike a 13 ilyen bíróságnak, és a Szövetségi Jegybanknak, amely egyike a 12 ilyen banknak. A Fortune 500-as listán szereplő Dominion Energy és WestRock vállalatok székhelye is a városban található, míg további nagyvállalatok pedig a metropolisz területén rendelkeznek székhellyel. A város továbbra is küzd a gyilkosságok és az erőszakos bűncselekmények rendkívül magas arányával, ami az Egyesült Államok egyik legveszélyesebb városává teszi.

## Története
Richmond területét a James folyó esésénél Virginia Piedmont régiójában rövid időre angol telepesek népesítették be Jamestownból 1607-ben, egy jelentős őslakos település közelében. A jelenlegi Richmond városát 1737-ben alapították és később ez lett a Virginia gyarmat és domínium fővárosa. Az amerikai függetlenségi háború alatt több jelentős esemény színhelye volt, köztük Patrick Henry híres „Give me liberty or give me death” című 1775-ös a St. John templomban elmondott beszédének és az 1779-es Virginia Statute for Religious Freedomnak, melyet Thomas Jefferson írt a városban. Az Amerikai polgárháború alatt Richmond volt a Amerikai Konföderációs Államok fővárosa és sok polgárháborús helyszín található a városban, többek közt a Virginiai Állami Kapitólium és a Konföderáció Fehér Háza.

## Gazdaság
Richmond gazdasága jogi, pénzügyi cégekre és a kormányra van alapozva, több neves ügyvédi- és banktársaság és szövetségi, állami és helyi ügynökségek találhatóak a belvárosában. Richmond egyike azon 12 városnak az Egyesült Államokban, amelyek otthont adnak egy Federal Reserve banknak, továbbá a városban kilenc Fortune 500 és tizenhárom Fortune 1000 listán szereplő vállalat van.

## Fordítás
- Ez a szócikk részben vagy egészben a Richmond, Virginia című angol Wikipédia-szócikk ezen változatának fordításán alapul.  Az eredeti cikk szerkesztőit annak laptörténete sorolja fel. Ez a jelzés csupán a megfogalmazás eredetét és a szerzői jogokat jelzi, nem szolgál a cikkben szereplő információk forrásmegjelöléseként.